# Le Gentilhomme de la Louisiane
Pour les articles homonymes, voir The Mississippi Gambler.
Pour plus de détails, voir Fiche technique et Distribution.
Le Gentilhomme de la Louisiane (The Mississippi Gambler) est un film américain réalisé par Rudolph Maté, sorti en 1953.

## Synopsis
Arrivant de New York en Louisiane, Mark Fallon, un joueur professionnel, se lie d'amitié avec Kansas John Polly, un autre joueur, et fait brièvement connaissance de la ravissante Angélique 'Leia' Dureau. Sur le bateau qui descend vers la Nouvelle-Orléans, il croise son frère Laurent Dureau au cours d'une partie de poker régulière où ce dernier perd une grosse somme.
N'ayant pas d'argent, il doit donner à Mark Fallon un collier de diamant appartenant à sa sœur, ce qui lui vaut les reproches de celle-ci.
Après avoir sauté du bateau pour échapper à des tueurs envoyés par Montague Caldwell, un tricheur furieux d'avoir perdu, Mark Fallon et Kansas John Polly arrivent à la Nouvelle-Orléans. Mark Fallon y fait la connaissance d'Edmond Dureau dans un cercle d'escrimeurs, et découvre qu'il est le père d'Angélique et de Laurent. Invité chez lui par Edmond Dureau, Mark Fallon se heurte au rejet d'Angélique et rend le collier à son père. Angélique et Mark se retrouvent au bal du gouverneur où il lui déclare son amour. 
À l'issue d'une partie de poker, un joueur malchanceux se tue, laissant sa sœur, Ann Conant, dans le dénuement. Mark Fallon vient à son aide, ce dont elle lui est très reconnaissante. Mais Laurent Dureau, jaloux, le provoque en un duel dont il sortira battu, ce qui provoquera finalement sa mort. Sa sœur Angélique fait un mariage de raison avec George Elwood, un banquier qui se ruinera avant de mourir. Devenue veuve, Angélique rejoindra Mark Fallon.

## Fiche technique
- Titre original : The Mississippi Gambler
- Titre français : Le Gentilhomme de la Louisiane
- Réalisation : Rudolph Maté
- Scénario : Seton I. Miller
- Photographie : Irving Glassberg
- Musique : Frank Skinner
- Direction artistique : Alexander Golitzen et Richard H. Riedel
- Décors de plateau : Julia Heron et Russell A. Gausman
- Pays d'origine :  États-Unis
- Format : Couleurs - 1,37:1 - Mono   production Universal pictures
- Genre : Film d'aventures, Film romantique
- Date de sortie : USA 13 janvier 1953

## Distribution
- Tyrone Power (VF : Yves Furet) : Mark Fallon
- Piper Laurie (VF : Micheline Cevennes) : Angelique 'Leia' Dureau
- Julie Adams (VF : Thérèse Rigaut) : Ann Conant
- John McIntire (VF : Claude Péran) : Kansas John Polly
- Paul Cavanagh (VF : Fernand Fabre) : Edmond Dureau
- John Baer (VF : André Falcon) : Laurent Dureau
- Ron Randell (VF : Jacques Thébault) : George Elwood
- Ralph Dumke (VF : André Lorière) : F. Montague Caldwell
- Robert Warwick (VF : Émile Drain) : Paul Monet
- William Reynolds (VF : Jean-Pierre Lorrain) : Pierre Loyette
- Guy Williams : Andre Brion
- Larry Thor (VF : René Blancard) : le capitaine Evers
- Roy Engel : le capitaine du Sultana
- Fred Cavens (VF : René Fleur) : Émile, le maître d'armes
- Bill Walker : le majordome noir des Dureau
- Hugh Beaumont (VF : Jean Violette) : Kennedy
- John Eldredge (VF : Lucien Bryonne) : Galbreath (Galbreth en VF)
- Michael Granger (VF : Alain Nobis) : le joueur de Poker

Acteurs non crédités :
- King Donovan : Spud
- Edward Earle (VF : Abel Jacquin) : Stanley
- Dayton Lummis : John Sanford
- Ruth Hampton